# 囊距黄芩
囊距黄芩（学名：Scutellaria calcarata）为唇形科黄芩属下的一个种。

## 扩展阅读
- 維基物種上的相關：囊距黄芩